# كأس اليونان 1990–91
كأس اليونان 1990–91 (باليونانية: Κύπελλο Ελλάδος ποδοσφαίρου ανδρών 1990-91)‏ هو الموسم 49 من كأس اليونان. أشرف على تنظيمه الاتحاد الإغريقي لكرة القدم، وكان عدد الأندية المشاركة فيه 72، وفاز فيه باناثينايكوس.